# محمية المرموم الصحراوية
محمية المرموم الصحراوية، هي أول محمية طبيعية غير مسيجة في دولة الإمارات العربية المتحدة. تقع في منطقة سيح السلم الصحراوية في إمارة دبي، وتشكل نحو 10% من إجمالي مساحة أراضي الإمارة، بما في ذلك الأراضي الرطبة الصحراوية الواسعة من صنع الإنسان وهي بحيرات القدرة. صدر مرسوم بإنشاء المحمية في 2014.

## البيئة والجغرافيا
تمتد المحمية على مساحة تزيد عن 40 هكتارًا (99 فدانًا) من أراضي الشجيرات الصحراوية و10 كيلومترات (6.2 ميل) من البحيرات، وهي موطن لـ 26 نوعًا محددًا من الزواحف وتسعة من الثدييات و39 نوعًا من النباتات. وتوفر ملاذًا لـ 19 نوعًا من الحيوانات التي تعتبر مهددة بالانقراض، بالإضافة إلى أسراب تتراوح بين 300 و500 طائر فلامنغو وأكثر من 360 نوعًا آخر من الطيور، منها 158 نوعًا مهاجرًا. تشمل الأنواع النادرة التي تمت ملاحظتها في المرموم السبد المصري والفراشة العملاقة Coeliades anchises jucunda التي موطنها الأصلي جزيرة سقطرى قبالة اليمن.كما تشتهر بضمها لأكبر عدد من الواحات الاصطناعية في الصحراء، التي يصل عددها إلى 56 واحةً اصطناعيةً حيث تغطي المسطحات المائية ما يقارب 70% من مساحة المحمية، في حين تغطي السهول الحصوية ما يقارب 23%، وتتخذ الكثبان المتحجرة والأراضي الرطبة والغابات مساحة 7% من إجمالي مساحة المحمية. 
.

## الإدارة
تدار محمية المرموم من قبل بلدية دبي، وقد أدى إضفاء الطابع الرسمي على المحمية إلى فرض بعض القيود على النشاط الترفيهي البشري في المنطقة، وهي مكان زيارة شهير للمقيمين منذ فترة طويلة. وقد رحبت مجموعة الإمارات للبيئة وهي المنظمة التي نظمت حملات تنظيف في المنطقة في الماضي، بهذه الخطوة لتنظيم التخييم والشواء والنزهات.
يهدف مركز المرموم للمحيط الحيوي إلى أن يكون مرفقًا لدراسة التنمية المستدامة وإدارة المحمية، فضلاً عن كونه مركزًا للسياحة البيئية المستدامة، وإلى أن يكون المصدر الرئيسي لممارسات إدارة النظام البيئي المتخصصة في المنطقة.

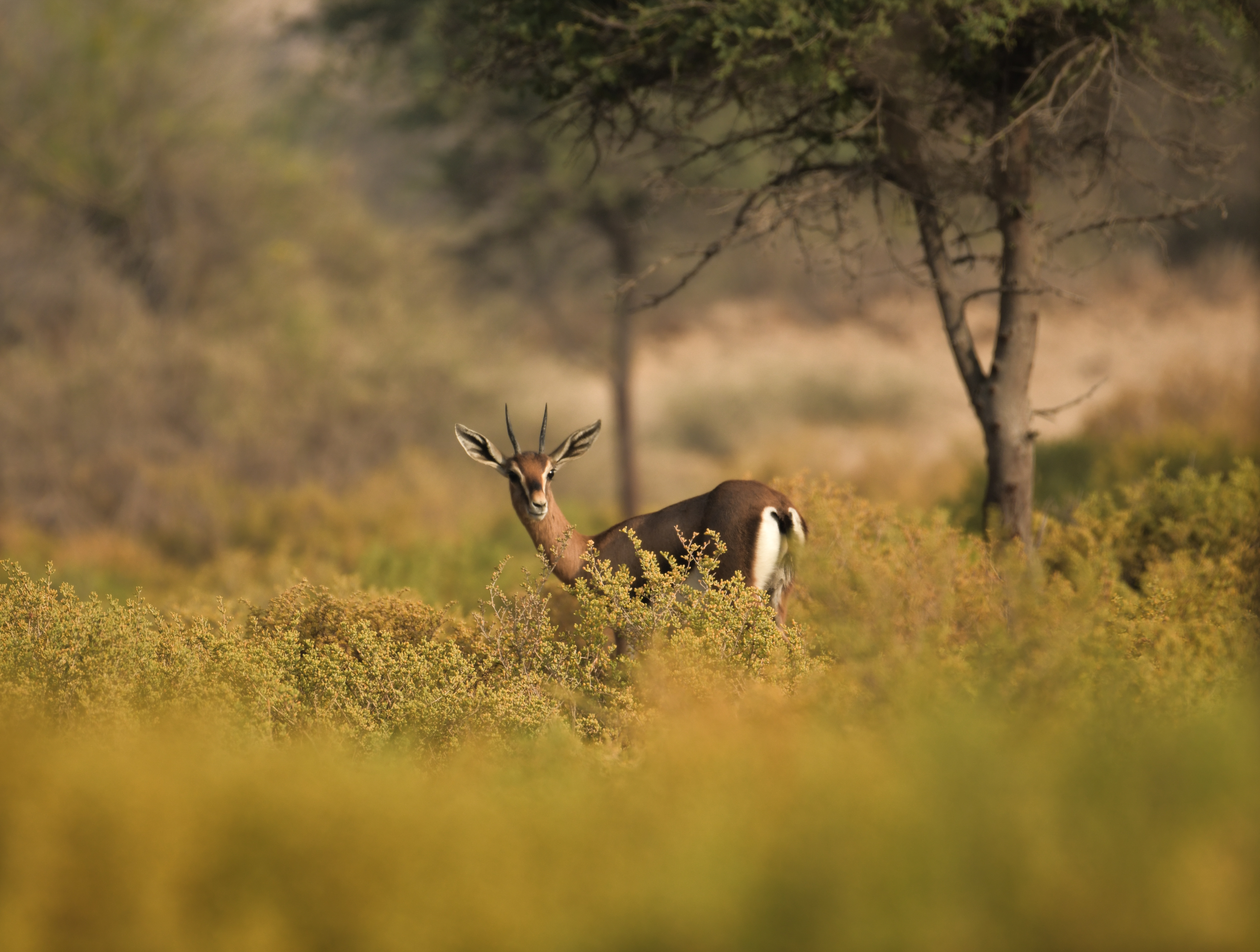
الغزال العربي في محمية المرموم الصحراوية

## مرافق محمية المرموم الصحراوية
هيّأت بلدية دبي المحمية لاستقبال الزوار من خلال توفير طرق ومسار للدراجات الهوائية ومضمار خيول و «منصات مراقبة الحيوانات والطيور»وعمود استدلال مرقّم للتوجه إلى بحيرة الحب أو بحيرة الفلامنغو ولوحات إرشادية وتثقيفية وأماكن للجلوس و «مسرح خارجي» مستوحى من تشكيل شجيرات الصحراء فوق الكثبان الرمليةوغيرها .

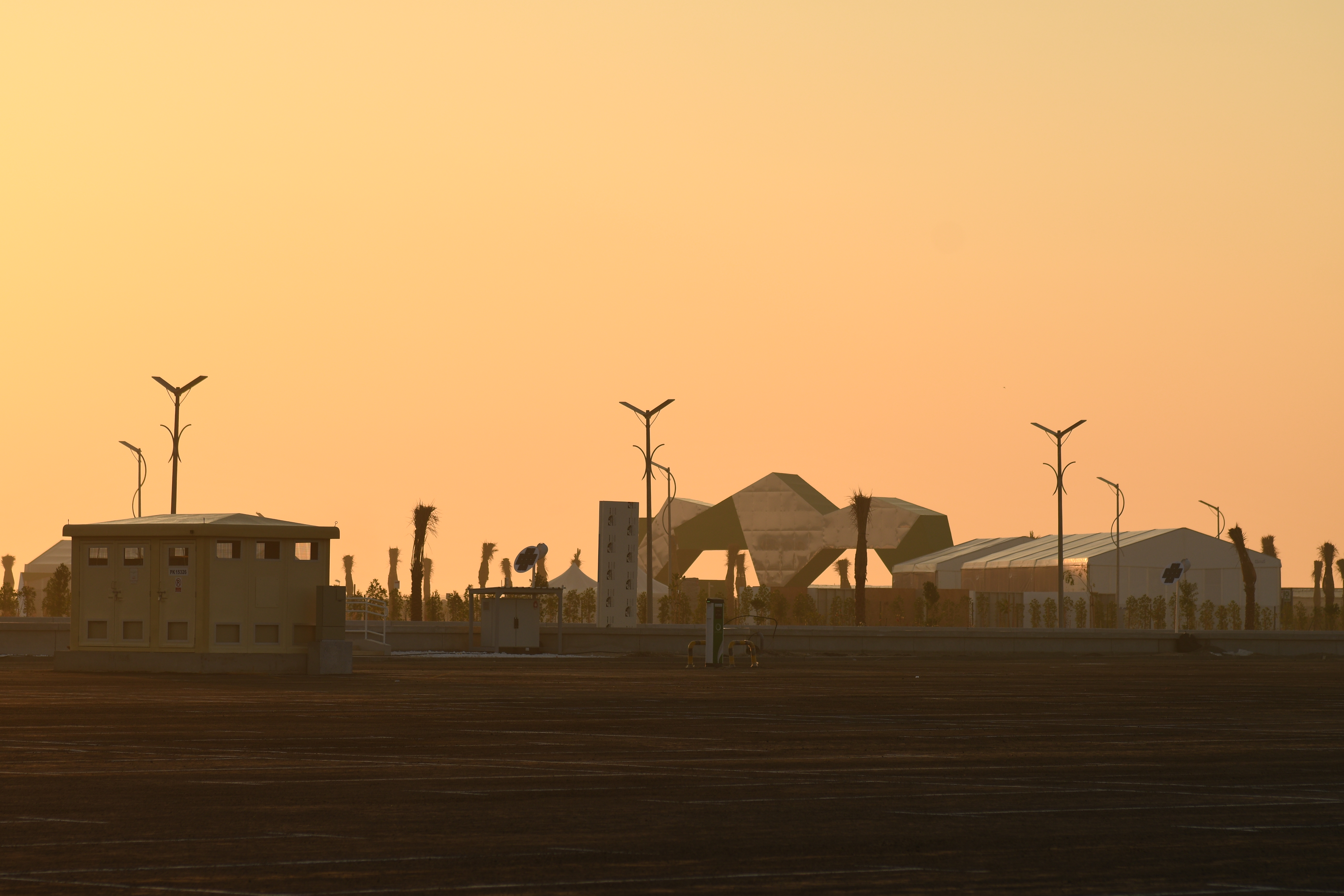
مجمع محمد بن راشد آل مكتوم للطاقة الشمسية

## مجمع محمد بن راشد آل مكتوم للطاقة الشمسية
تحتضن المحمية مجمع محمد بن راشد آل مكتوم للطاقة الشمسية الأكبر من نوعه في موقع واحد في العالم بقدرة 5000 ميغاوات بحلول العام 2030 

## الموقع الأثري

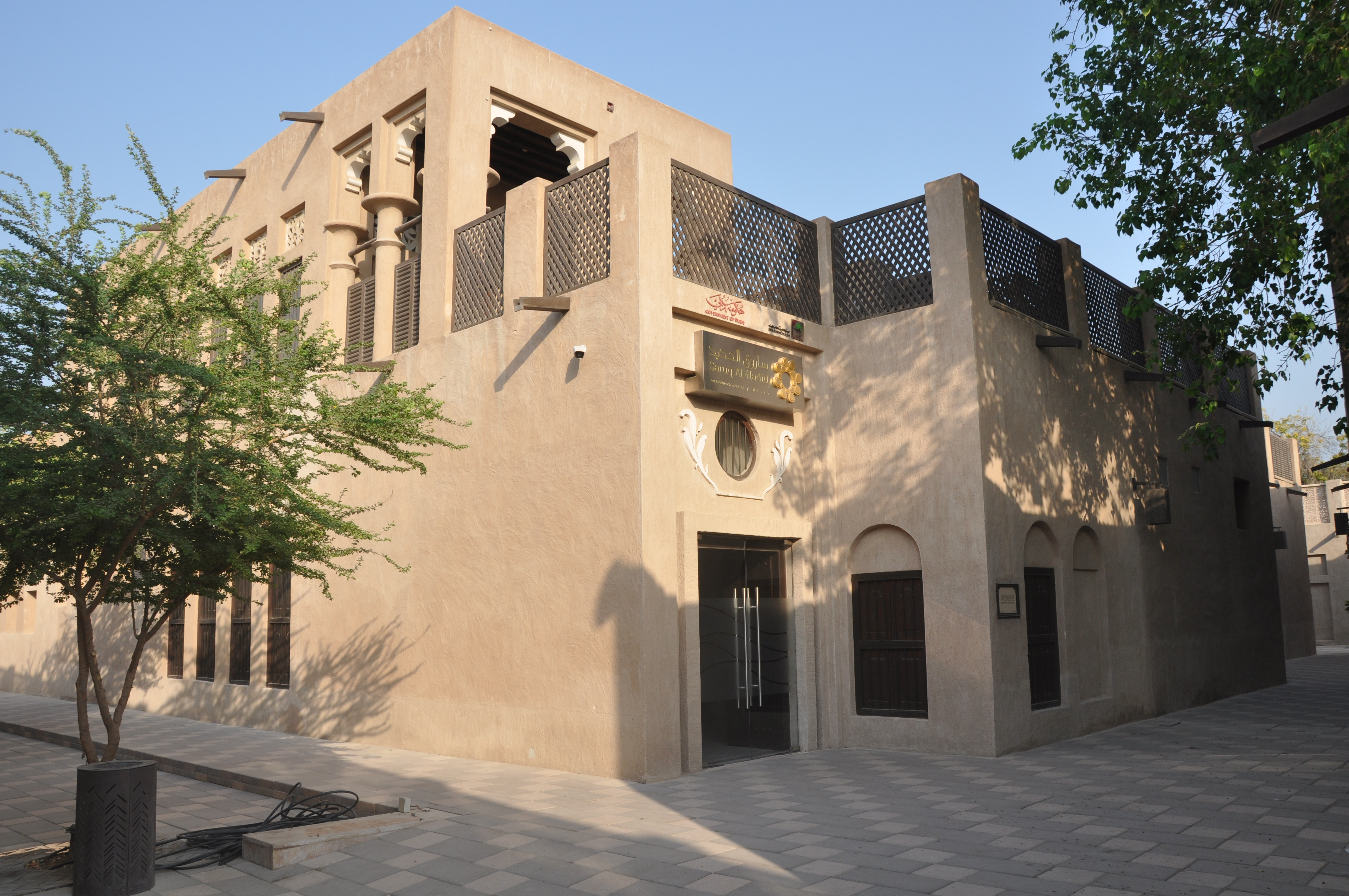
متحف آثار ساروق الحديد

يقع موقع ساروق الحديد الأثري داخل المحمية. اكتشف في عام 2002 من قبل حاكم دبي محمد بن راشد آل مكتوم الذي لاحظ تشكيلات غير عادية من الكثبان الرملية عندما كان يحلق فوق الموقع بطائرته المروحية. كشفت الحفريات عن مركز تعدين واسع النطاق من العصر الحديدي، مع وجود علامات استيطان منذ العصر الحجري القديم الأعلى والعصر الحجري الحديث. تشمل المصنوعات اليدوية المكتشفة في ساروق الحديد أعمالاً برونزية ونحاسية وحديدية، بما في ذلك الأدوات والأسلحة البرونزية والحديدية والمجوهرات الذهبية والخرز والفخار والأواني الحجرية والأختام. تُظهر أدوات عمال المعادن والعناصر غير المكتملة أن الموقع كان في السابق مركزًا للإنتاج.
توجد مجموعة من القطع الأثرية من الموقع في متحف آثار ساروق الحديد في منطقة الشندغة التراثية في مبنى بارجيل تقليدي الذي بني عام 1928، وكان ملكاً للشيخ جمعة بن مكتوم بن حشر آل مكتوم.

## معرض صور

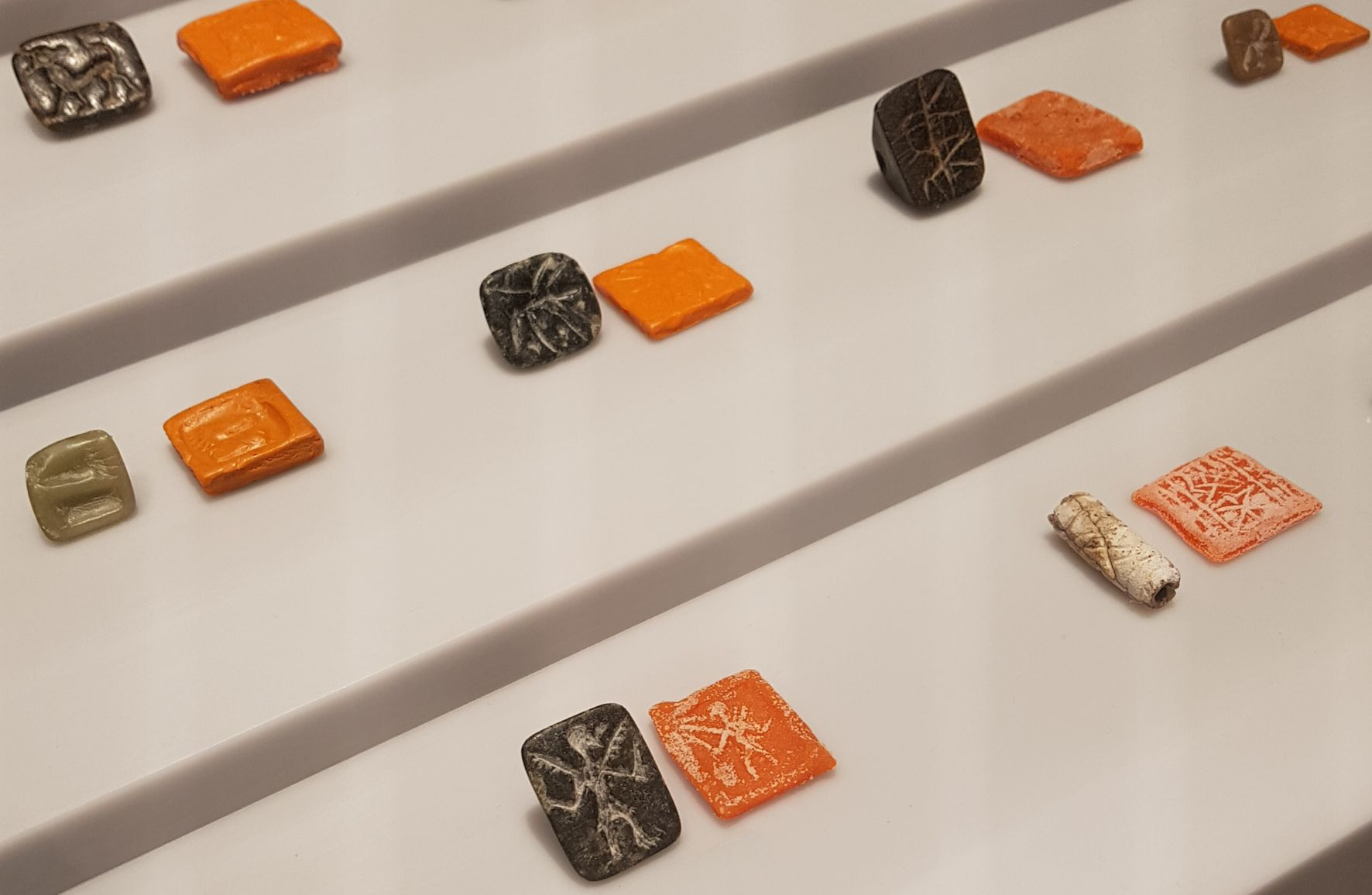
أختام من موقع ساروق الحديد الأثريمجوهرات ذهبية

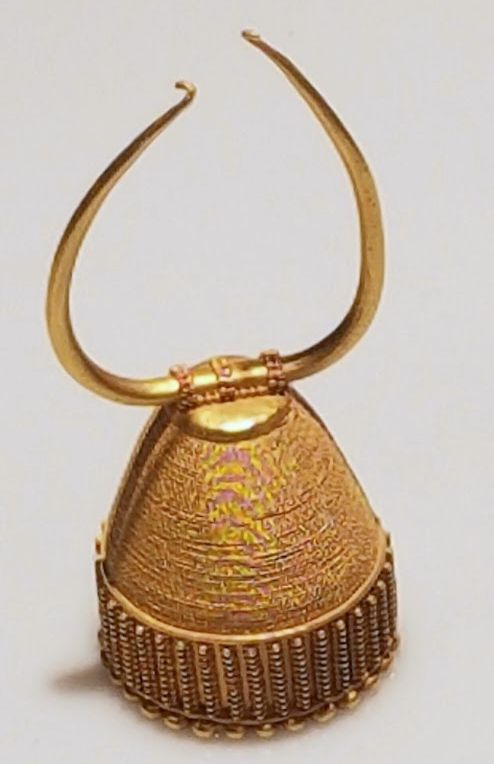

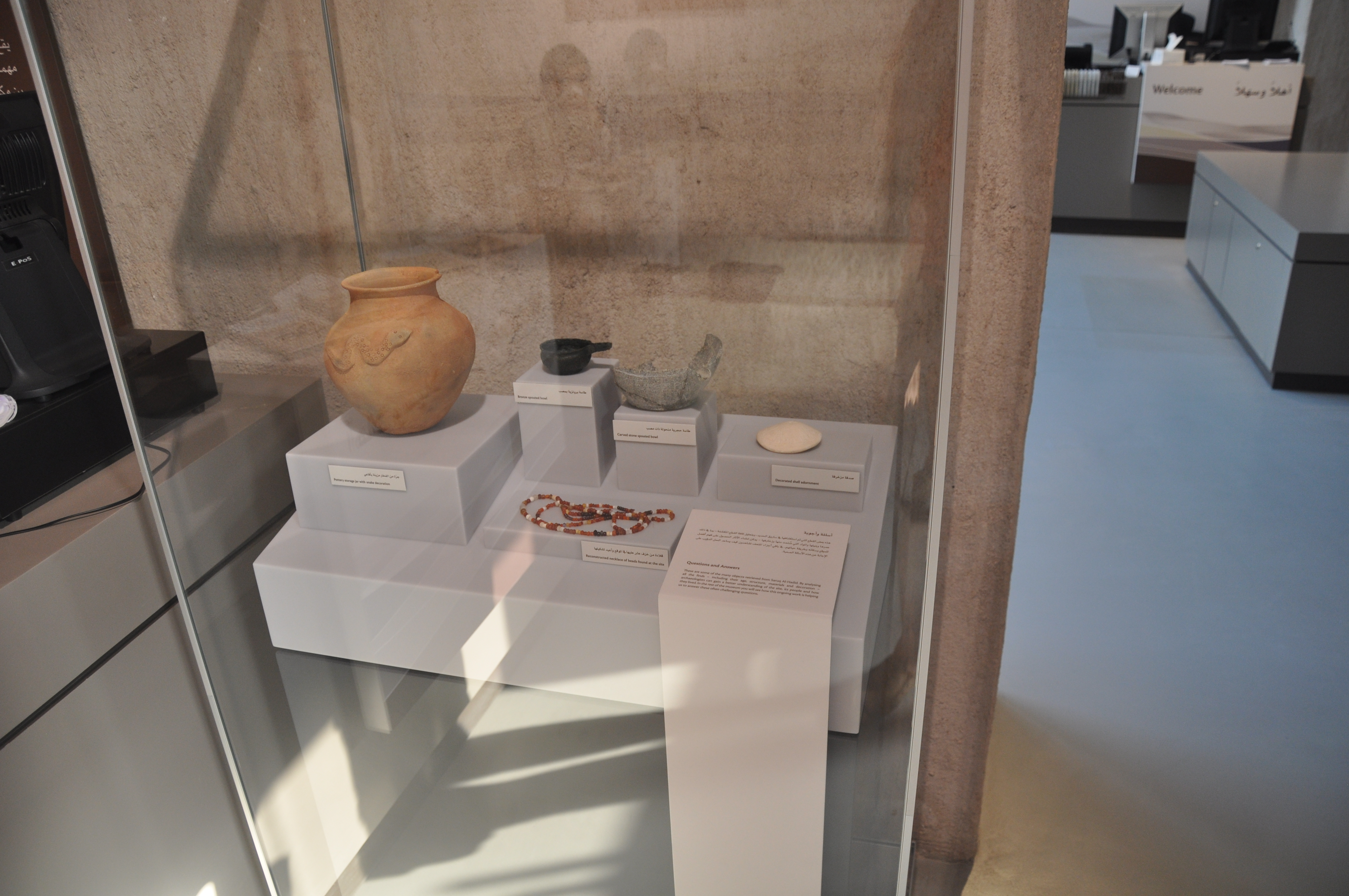
من مقتنيات متحف ساروق الأثري

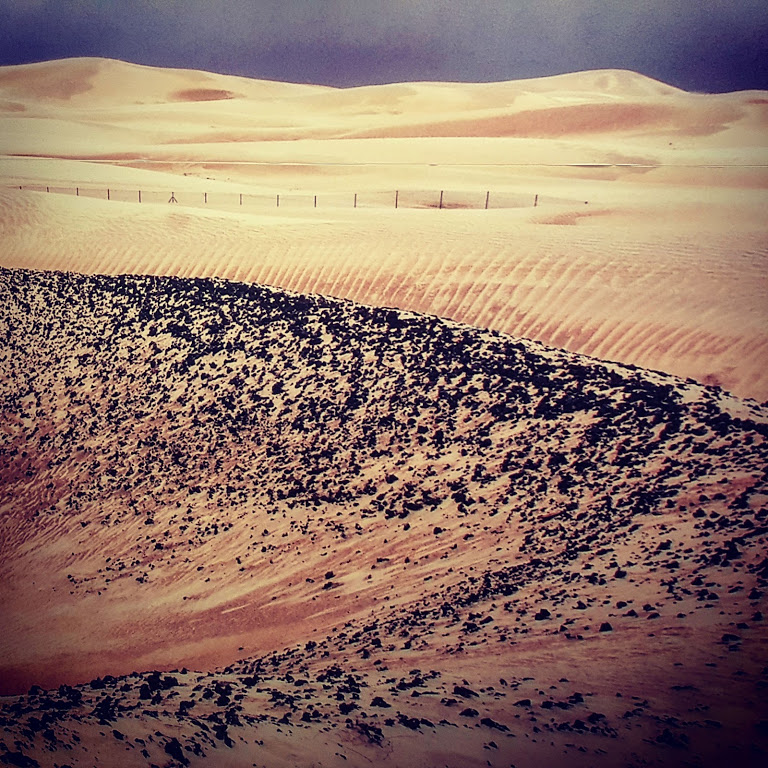
موقع ساروق الحديد الأثري

## روابط خارجية
محمية المرموم الصحراوية على يوتيوب
الموقع الرسمي لموقع ساروق الحديد الأثري
- محمية المرموم الصحراوية ( يوتيوب )
- المحميات الطبيعية في دبي